# Bibliothek Voltaires
Die Bibliothek Voltaires  (russisch Библиотека Вольтера, Biblioteka Woltera) in der Russischen Nationalbibliothek (vormals die Saltykow-Schtschedrin-Bibliothek) am Newski-Prospekt in Sankt Petersburg war die persönliche Bibliothek des französischen Philosophen Voltaire (1694–1778) der Aufklärung.

## Geschichte
Voltaires Bibliothek gilt als eine der bemerkenswertesten Büchersammlungen des 18. Jahrhunderts. Die 6814 Bände enthaltende Bibliothek wurde im Jahre 1778 von der russischen Kaiserin Katharina II. von Voltaires Nichte und Erbin Marie Louise Mignot (1712–1790) gekauft. Im Jahr 1779 wurde sie per Schiff nach St. Petersburg gebracht und unter der Aufsicht von Jean-Louis Wagnière, von 1756 bis zu Voltaires Tod 1778 dessen Sekretär, eingerichtet. Sie wurde ursprünglich in der  Eremitage, d. h. der von Katharina II. gegründeten privaten kaiserlichen Bibliothek, aufbewahrt. Unter Zar Nikolaus I. wurde der Zugang zu ihr geschlossen bzw. sie war nur mit Erlaubnis des Zaren zugänglich. Der russische Dichter Alexander Puschkin (1799–1837) beispielsweise erhielt für seine Geschichte Peters des Großen Zutritt zu ihr. 1861 wurde Voltaires Bibliothek im Auftrag von Alexander II. in die Kaiserliche Öffentliche Bibliothek übertragen.
2000 der Bände enthalten handgeschriebene Notizen oder andere Lesespuren des Philosophen: „inhaltliche Randbemerkungen, polemische Notizen, Anstreichungen, Lesezeichen und Zettelchen, auf denen Gedanken, kritische Anmerkungen und Pläne notiert sind“.
Diese Notizen Voltaires wurden in jüngerer Zeit wissenschaftlich erschlossen und vom Ministerium für Kultur der RSFSR und der Öffentlichen Michael-Saltykow-Schtschedrin-Bibliothek zu Leningrad (St. Petersburg) herausgegeben.
Der deutsche Akademieverlag hat bislang (2016) die ersten fünf Bände dieses Corpus der Randbemerkungen von Voltaire publiziert. Das gesamte Werk, das Corpus des notes marginales de Voltaire / Korpus der Marginalien Voltaires, ist auf acht Bände dimensioniert. 